# Una arqueta, un mercadillo y una ejecución hipotecaria
Una arqueta, un mercadillo y una ejecución hipotecaria fue el tercer episodio de la sexta temporada de la serie de televisión La que se avecina.

## Argumento
Antonio sigue haciendo de las suyas "puteando" a Araceli, esta vez provocando una arqueta en la comunidad, es decir, atascando las tuberías, por lo que Araceli, con ayuda de Fran, se encargarán de limpiar este destrozo, aunque el mayorista no se lo pondrá fácil.
Por otro lado, Judith también fastidia a Araceli, montando un mercadillo en el portal de la comunidad, haciendo que Enrique y Maite, la convenzan de que la ropa que no quiera la dé a los más necesitados, esto provoca que el abrigo nuevo y favorito de Judith, caiga en manos de La Chusa (Paz Padilla), la exnovia toxicómana y prostituta de Coque, por lo que Enrique, fingiendo llamarse Zacarías Satrústegui, se juntará con La Chusa, para recuperar el abrigo, provocando que esta se enamore de él.
Entrenanto, Los Cuquis, reciben una carta del banco y se presentan allí, en la nueva sucursal, siendo ahora el encargado José Luis Sanz (Marc Parejo), ya que a Alberto le ascendieron. José Luis les cuenta que al deber 60 000 euros de hipoteca les iban a embargar la casa, por lo que Los Cuquis, con ayuda de Maxi, Leo y Vicente, harán todo lo posible para evitarlo, creando una página de sexo entre Los Cuquis, llamada "tomasalami.com", aunque al quitarles la luz, no les será fácil conseguirlo.
Para finalizar, Araceli, con ayuda de Fran, descubren que el culpable de la arqueta era Antonio, ya que encuentran las "bragas cristianas" de Berta, por lo que Araceli, hablará con el mayorista, el cual le dice que nadie le creerá. Enrique finalmente recupera el abrigo de Judith y deja plantada a La Chusa, al contarle esto a Judith, terminan aún más enamorados, por el gesto noble del concejal. Por último los intentos de Los Cuquis, no dan resultado por lo que tendrán que pensar en otras cosas, para evitar su desahucio.

## Reparto

### Principal
Lista según actor y personaje
- Ricardo Arroyo ... Vicente Maroto
- Mariví Bilbao ...	Izaskun Sagastume
- Cristina Castaño ... Judith Becker
- Pablo Chiapella ... Amador Rivas Latorre
- Eduardo García ... Fran Pastor Madariaga
- José Luis Gil ... Enrique Pastor
- Macarena Gómez ... Lola Trujillo
- Eduardo Gómez ... Máximo Angulo
- Nacho Guerreros ... Coque Calatrava
- Eva Isanta ... Maite Figueroa
- Cristina Medina ... Nines Chacón
- Isabel Ordaz ... Araceli Madariaga
- Antonio Pagudo ... Javier Maroto
- Vanesa Romero ... Raquel Villanueva
- Jordi Sánchez ... Antonio Recio
- Luis Miguel Seguí ... Leonardo Romaní
- Nathalie Seseña ... Berta Escobar
- Carlota Boza ... Carlota Rivas Figueroa
- Fernando Boza ... Nano Rivas Figueroa
- Rodrigo Espinar ... Rodrigo Rivas Figueroa

### Episódico
Lista según actores
- Paz Padilla ... La Chusa
- Marc Parejo ... José Luis Sanz